# Rhauderfehn
Rhauderfehn is een gemeente in de Duitse deelstaat Nedersaksen, gelegen in de Landkreis Leer, met ongeveer 17.800 inwoners. De gemeente ligt in het Overledingerland, dat als streek weer een onderdeel is van de grotere regio Oost-Friesland.

## Geografie
Binnen het gemeentegebied kunnen grofweg drie landschapstypen worden onderscheiden: een rivieroeverlandschap (Marschlandschaft) met als grondsoort klei, daarachter een dalgrondlandschap (Geestlandschaft) met als grondsoort zand, en ten slotte een groot hoogveenlandschap (Moorlandschaft). De marsgronden zijn langs de noord- en oostrand van de gemeente te vinden, de geestgronden in de noordelijke deel en de veengronden in het centrale en zuidelijke deel van Rhauderfehn. Kenmerkend voor de marsgronden zijn open polders, terwijl op de geestgronden het coulisselandschap met zijn houtwallen domineert. In het veengebied vindt men lange, rechte wijken met lintbebouwing: de typische veenkolonie.
In godsdienstig opzicht is in Rhauderfehn de invloed van het aangrenzende Eemsland duidelijk te merken. Op 1 januari 2005 stond van de totale bevolking 58% als luthers, 24% als katholiek en 4% als hervormd (reformiert) geregistreerd.

## Geschiedenis
De ontwikkeling van het veengebied van Rhauderfehn, waaraan de gemeente haar naam dankt, begint in 1769. In dat jaar werd de veenkolonie gesticht door enkele verveners, die van de Pruisische koning het exploitatierecht in het gebied hadden gekregen. Het veen werd destijds afgegraven, gedroogd en als de brandstof turf verkocht. Daartoe werd de turf via de vele wijken (veenkanalen) naar elders verscheept. Deze kanalen dienden ook voor de afwatering van het moerassige gebied. Als de turfwinning voltooid was, konden de afgegraven gronden nadien als landbouwgrond gebruikt worden.
Het veengebied in Oost-Friesland trok vele veenarbeiders van buiten het gebied aan, onder meer uit Nederland. Zij introduceerden het woord 'veen', dat in het Duits verbasterd werd tot 'Fehn'. Dit verklaart het veelvuldig gebruik van het woord 'Fehn' in plaats- en veldnamen, terwijl veen als grondsoort in het Duits 'Moor' genoemd wordt.
Op 1 januari 1973 is de toen nieuw gevormde gemeente Rhauderfehn ontstaan uit een gemeentelijke herindeling.

## Bestuurlijke indeling
Rhauderfehn heeft een oppervlakte van bijna 103 km². De gemeente strekt zich uit tussen de steden Leer en Papenburg. De gemeente is onderverdeeld in tien kernen (of Ortschaften):
- Backemoor
- Burlage
- Collinghorst
- Holte
- Klostermoor
- Langholt (gedeeltelijk)
- Rhaude
- Rhaudermoor
- Schatteburg
- Westrhauderfehn

## Politiek

### Samenstelling gemeenteraad
De gemeenteraad bestaat uit 26 gekozen leden, plus een zetel voor de gekozen burgemeester. De raad is sinds de verkiezingen in september 2016 als volgt samengesteld:
| Partij                 | 2011 | 2016 |
| ---------------------- | ---- | ---- |
| SPD                    | 12   | 14   |
| CDU                    | 9    | 8    |
| Bürger für Rhauderfehn | 6    | -    |
| Bündnis 90/Die Grünen  | 1    | 2    |
| Linke                  | 1    | -    |
| FDP                    | -    | 1    |
| Die Friesen            | 1    | 1    |
| MOIN                   | -    | 4    |
| Nehuis                 | -    | 1    |
| Benedix                | -    | 1    |
| Burgemeester1          | 1    | 1    |

1 De burgemeester is ambtshalve lid van de raad

### Burgemeester
De laatste burgemeesterverkiezingen waren in 2011. Gekozen werd Geert Müller (partijloos).

### Jumelage
De gemeente Rhauderfehn heeft een jumelage met de gemeente Alsleben (Saale) in Saksen-Anhalt sinds 25 augustus 1990.
- Gemeinsame Normdatei: 4103751-0
- Virtual International Authority File: 237277614
- WorldCat: E39PBJv8GgrpCkydgyjJT6fjG3

Hoofdstad: Leer
Overige eenheidsgemeenten: Borkum · Bunde · Jemgum (Jemmingen) · Moormerland · Ostrhauderfehn · Rhauderfehn · Uplengen · Weener · Westoverledingen
Samtgemeinden: Samtgemeinde Hesel · Samtgemeinde Jümme
Gemeenten: Brinkum · Detern · Filsum (hoofdplaats Samtgemeinde Jümme) · Firrel · Hesel (hoofdplaats Samtgemeinde Hesel) · Holtland · Neukamperfehn · Nortmoor · Schwerinsdorf
Gemeentevrij gebied: Lütje Hörn (onbewoond eiland, 0,31 km²)